# Chiesa di San Floriano (Ústí nad Labem)
La chiesa di San Floriano (in ceco Kostel svatého Floriána) è la parrocchiale che si trova nella frazione di Krásné Březno di Ústí nad Labem, comune del Distretto di Ústí nad Labem, nella Regione di Ústí nad Labem, Repubblica Ceca. La parrocchia appartiene alla diocesi di Litoměřice, suffraganea dell'arcidiocesi di Praga. La sua costruzione risale alla fine del XVI secolo e viene considerata un monumento culturale nazionale.

## Storia

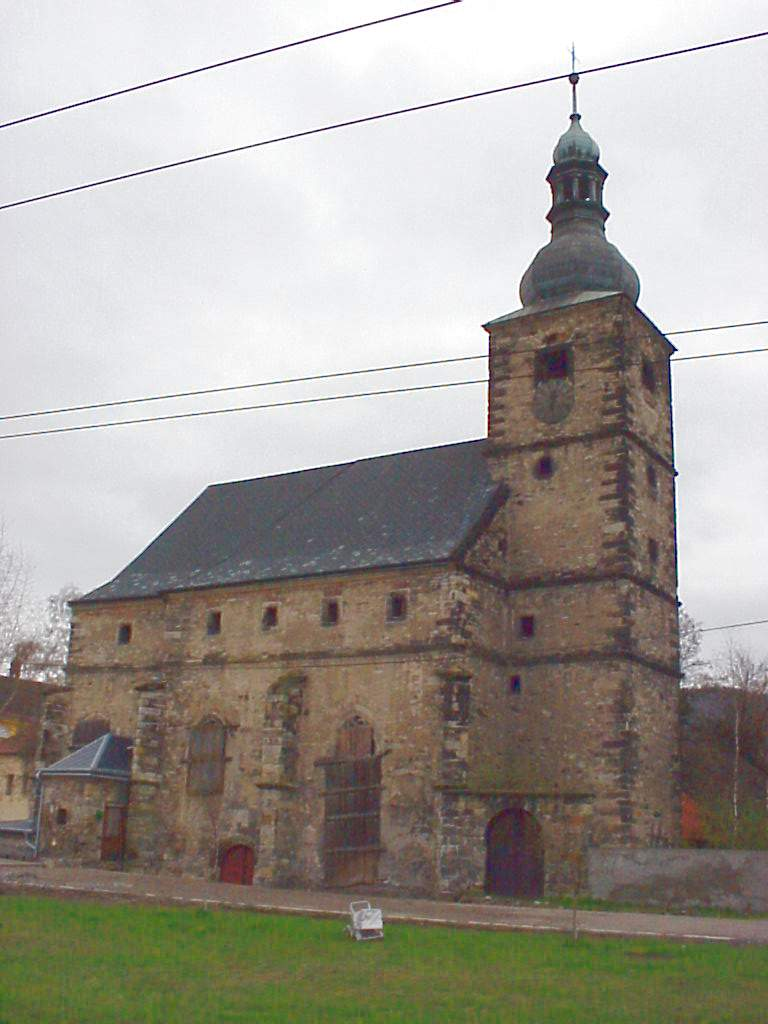
La chiesa come appariva nel 2001, prima dei restauri conclusi nel 2014

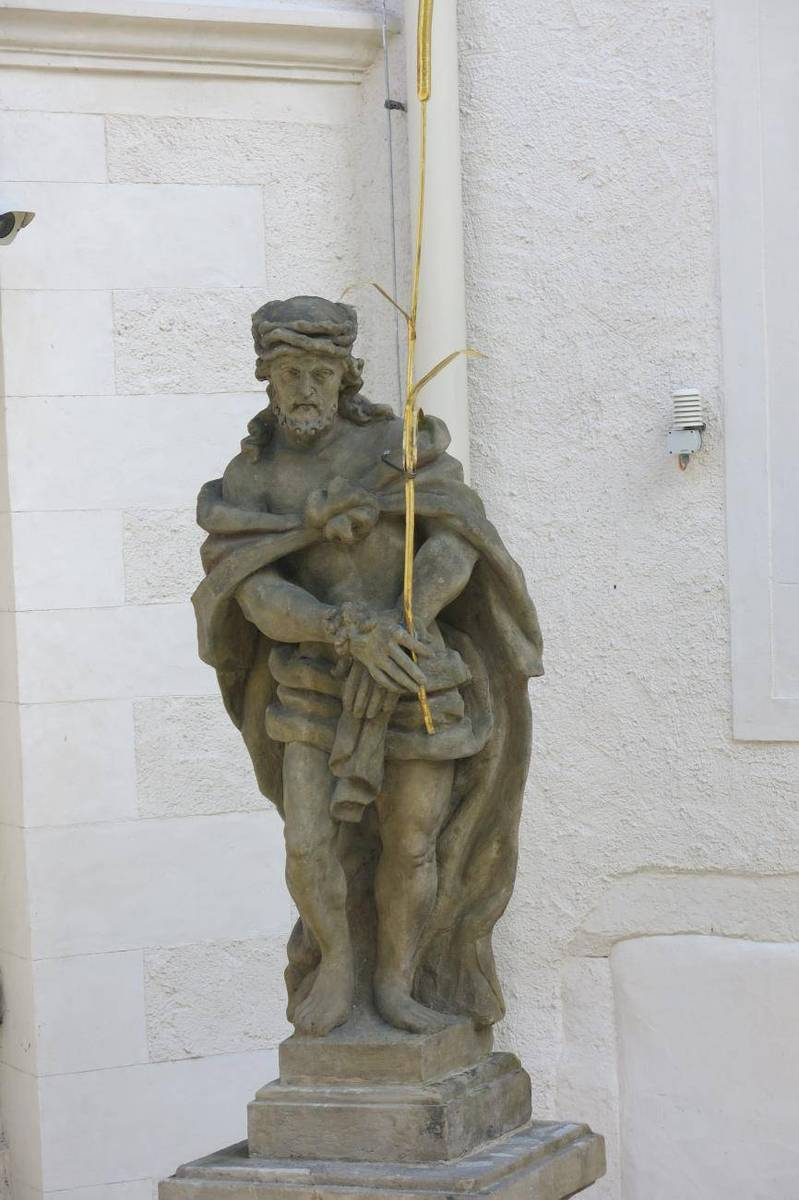
Scultura barocca raffigurante l'Ecce Homo

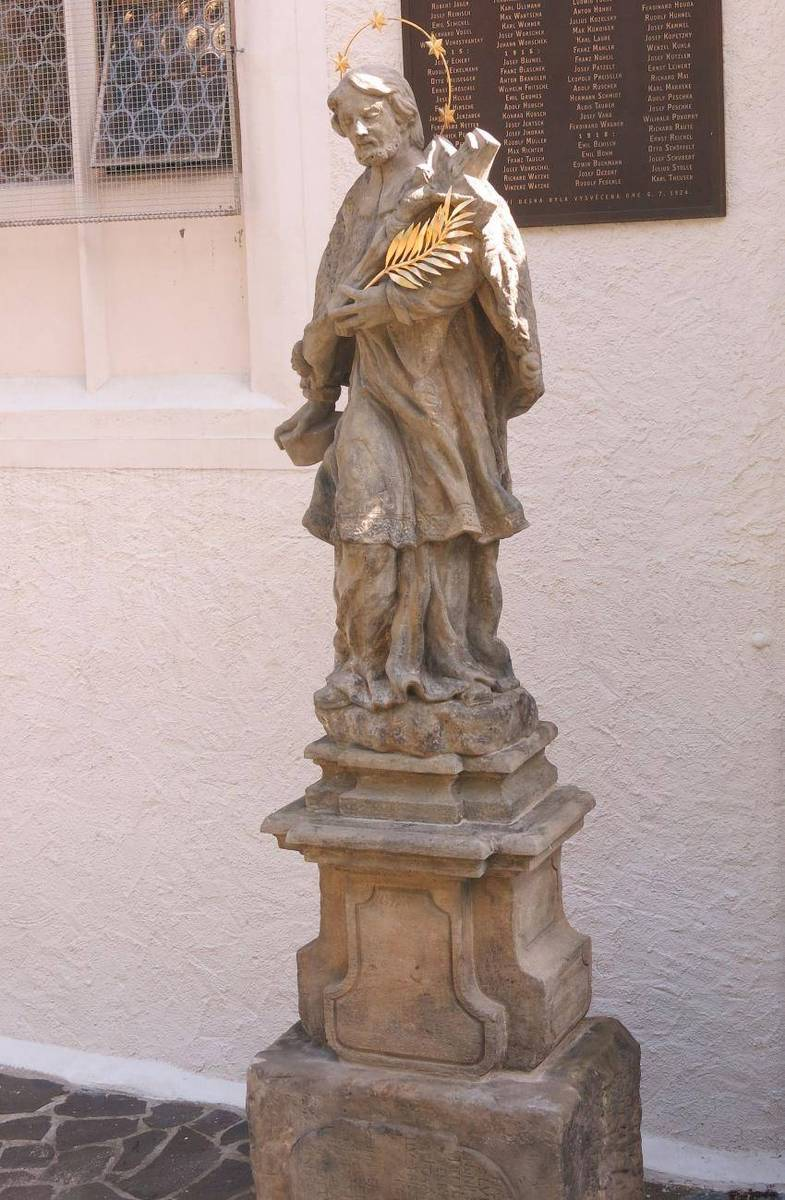
Scultura barocca raffigurante San Giovanni Nepomuceno

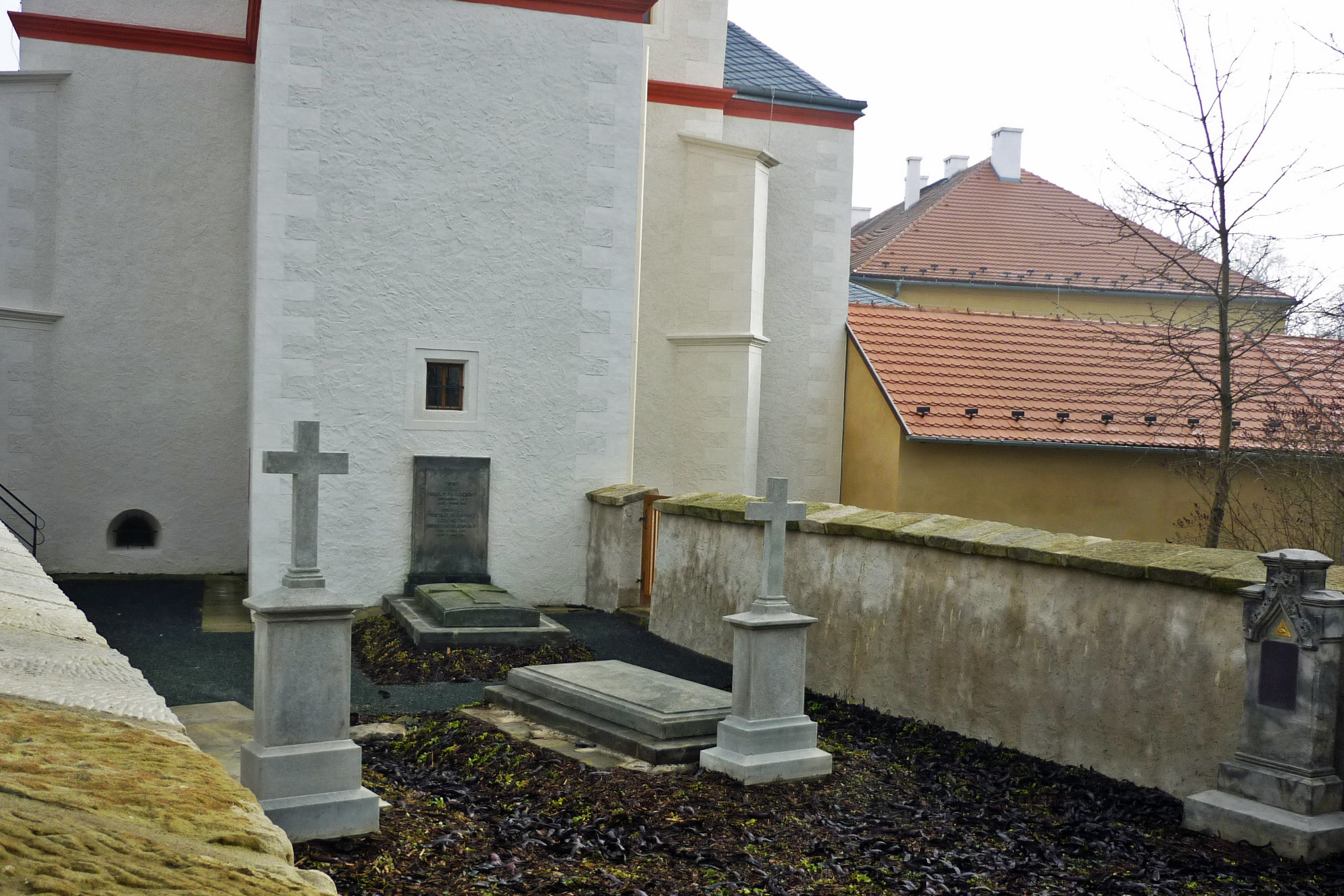
Particolare del piccolo cimitero

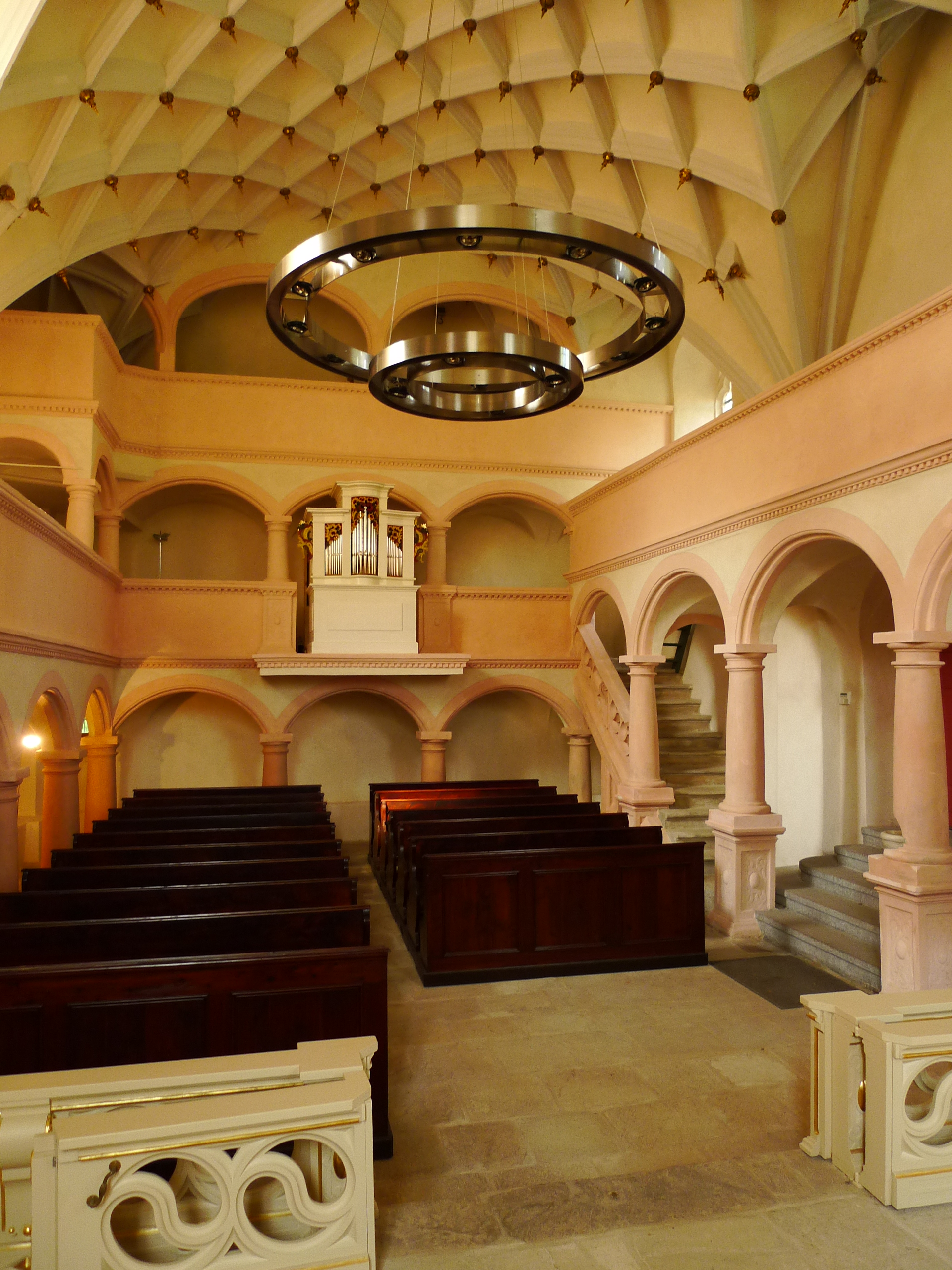
Interno della sala con cantoria e organo a canne

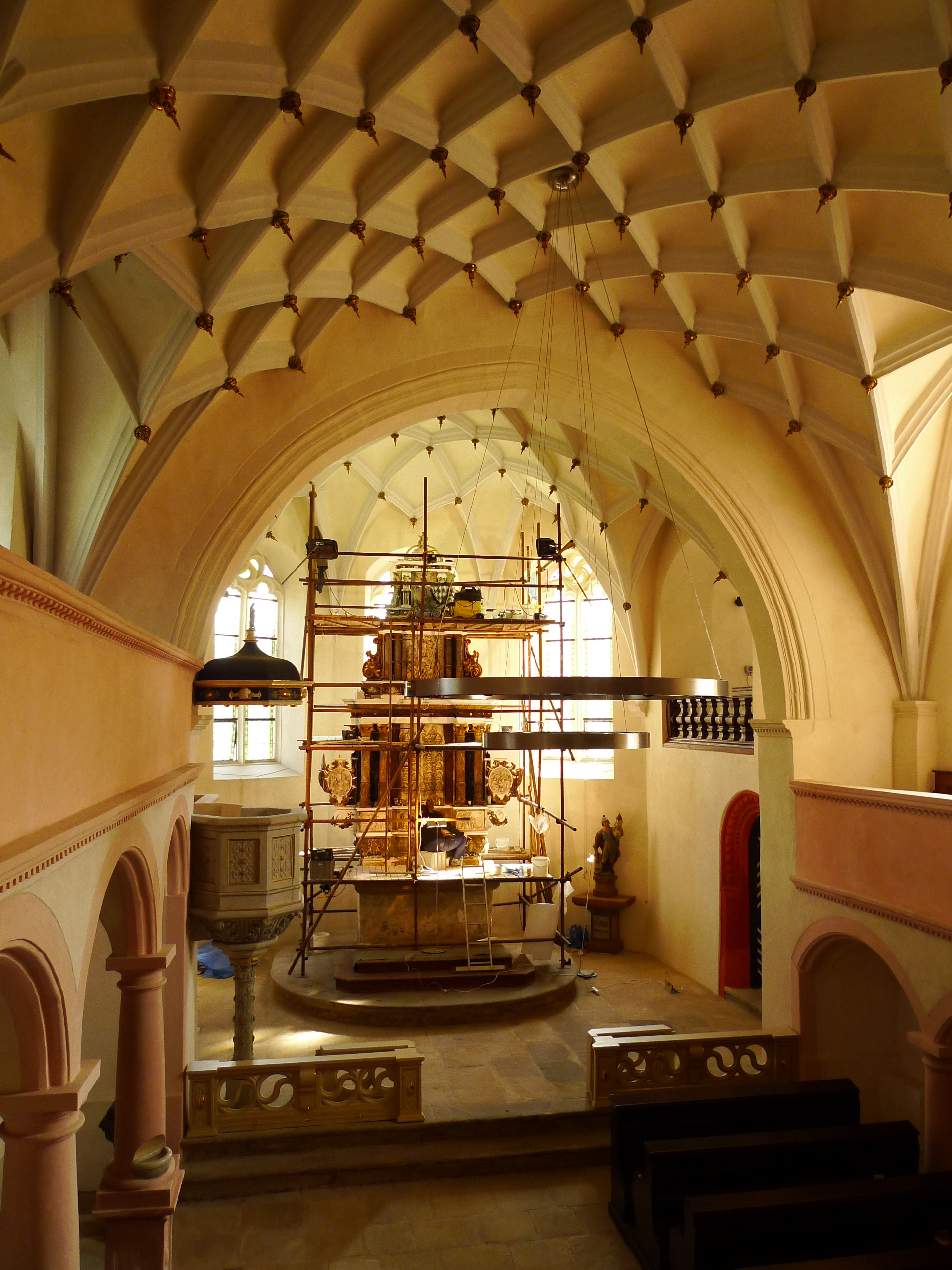
Interno, altare maggiore in fase di restauro

La chiesa fu costruita negli anni compresi tra il 1597 e il 1604 dal costruttore Hans Bog di Pirna su iniziativa dell'allora signore del Castello di Krásné Březno, Rodolfo di Bünau, membro della famiglia sassone che possedeva possedimenti nell'Ústeck e nella regione di Děčín. La chiesa fu creata come cappella luterana privata con dedicazione a Santa Maria, quindi come cappella gentilizia del castello. La scelta di dedicarla alla confessione luterana provocò la protesta del parroco cattolico di Ústí nad Labem e questo fece sì che la concessione del re di Boemia Rodolfo II d'Asburgo fu limitata alla condizione che servisse solo alla famiglia del castello e non aperta al culto pubblico. La chiesa non subì modifiche strutturali di rilievo fino all'inizio del XVIII secolo. In quel periodo a Krásné Březno si verificò un'alluvione che provocò un innalzamento del terreno vicino alla chiesa e questo rese necessaria l'elevazione del portale dell'ingresso principale della chiesa e altre modifiche interne ed esterne. Sembra che il committente della ricostruzione fosse l'allora proprietario della tenuta, Johann Ludwig Richard Cavriani. Un altro cambiamento nell'aspetto della chiesa risale al 1783 quando, dopo un forte temporale, si verificò una frana intorno alla chiesa e il terreno travolse il vestibolo antistante l'ingresso principale che quindi venne demolito e anche l'accesso alla chiesa ne venne modificato. Successivamente la facciata meridionale fu ricoperta in gran parte con strutture in legno. Nel 1788 fu creato un cimitero vicino alla facciata occidentale, nel 1794 fu sostituito il tetto e un anno dopo fu realizzato l'orologio della torre campanaria. Le successive modifiche costruttive risalgono al 1887. Gli allora proprietari della tenuta del castello, la famiglia Kolowrat-Krakowsky-Nowohradsky, fecero rinnovare l'interno della chiesa nello stile neoinascimentale. Il pulpito in legno venne sostituito con uno in pietra. Nel 1896 fu sostituito il vecchio organo rinascimentale. Nel 1897, con la fondazione della nuova parrocchia a Krásné Březno, la sua dedicazione divenne qualla che ci è pervenuta e da quel momento entrò a far parte della diocesi di Litoměřice della Chiesa latina. Nel 1901 la sagrestia venne ampliata e vennero realizzate altre piccole modifiche. Nel 1924 sulla parete nord della chiesa fu posta una targa commemorativa in onore dei caduti della prima guerra mondiale. Circa due anni dopo l'interno della chiesa venne completato con i rosoni lignei della volta e il tramezzo del coro. Un altro restauro della chiesa iniziò nei due ultimi decenni del XX secolo e in tale occasione il tetto fu sostituito e la corona della muratura fu rinforzata senza tuttavia contrastare in modo significativo il processo di deterioramento della struttura. Nel 2008 la chiesa venne dichiarata monumento culturale nazionale e fu solo col restauro generale degli anni tra il 2011 e il 2014 che l'edificio ritornò ad essere nuovamente sistemato esteticamente e strutturalmente rinforzato.

## Descrizione

### Esterni
La chiesa si trova nel complesso del castello di Krásné Březno, a oriente di Ústí nad Labem, comune della regione omonima in Repubblica Ceca. L'esterno dell'edificio è intonacato con tonalità chiare e scandito da cornici rosse policrome. Il portale è integrato da angoli disegnati dei contrafforti. Lo stile costruttivo è rinascimentale sassone che in architettura è legato ad un breve periodo del XVI secolo, quando nella regione della Boemia nord-occidentale erano presenti numerose famiglie nobili della Sassonia e di fede luterana. Questo stile è caratterizzato da una deliberata mescolanza di elementi gotici e metodi di costruzione con principi rinascimentali ed è una caratteristica distintiva delle chiese della nobiltà rinascimentale sassone. Sulla facciata a occidente si trova la grande torre campanaria nella quale erano appese tre campane rinascimentali del 1601 che non ci sono pervenute. Sulla parete settentrionale della chiesa si trovano le sculture barocche raffiguranti l'Ecce Homo del 1769 e San Giovanni Nepomuceno del 1713.
Il cimitero si trova ad ovest della chiesa, si accede tramite quattro gradini rivestiti con ringhiera metallica ed ha pianta grosso modo rettangolare. A sud-est tocca il campanile. È posto su terreno pianeggiante e circondato da un muro di recinzione intonacato con coronamento in muratura, rivestito con lastre di pietra posate in diagonale. Conserva solo 9 lapidi, la più antica delle quali risale al 1847, una lapide è vicino al muro del campanile della chiesa, due lapidi sono posizionate al centro del cimitero, tre lapidi vicino al muro di cinta meridionale e tre lapidi sono vicino al muro occidentale. Del cimitero si hanno notizie sino dal 1801 quando venne riportato su una pianta del parco del castello. Tra il 2012 e il 2014 il cimitero è stato ristrutturato per il suo notevole valore storico.

### Interni
La navata interna è unica e in origine era suddivisa su due piani. Il piano superiore serviva alla nobiltà, che giungeva alla sala attraverso la torre delle scale sulla facciata meridionale. La famiglia del castello scendeva attraverso la scala a chiocciola dal piano superiore alla galleria inferiore. Per il sacerdote era previsto uno stretto corridoio di collegamento che partiva dal primo piano del castello e si apriva attraverso un portale nel presbiterio. Il portale opposto dava accesso alle scale del pulpito. La parte più preziosa della sala è l'altare maggiore rinascimentale con rilievi in alabastro e risalente al 1604 ed attribuito a Melchiorre Kuntze di Friburgo. L'altare risale all'epoca della costruzione della chiesa ed è costituito da un corpo in arenaria, integrato con elementi in marmo e decorato con un insieme di rilievi in alabastro con temi ricavati dalla vita di Gesù Cristo. Il rilievo centrale raffigura il motivo piuttosto insolito dell'Albero di Jesse, ovvero l'albero genealogico di Cristo. La chiesa è dotata di un organo situato di fronte all'ingresso principale. la navata ha pianta rettangolare e il presbiterio è pentagonale con pilastri di sostegno.

### Monumento nazionale culturale della Repubblica Ceca
La tutela dei monumenti della Repubblica Ceca dal 2008 considera la chiesa di San Floriano a Krásné Březno un monumento culturale nazionale tutelato col numero di catalogo 1000155511. Oggetto di tutela sono la chiesa e il cimitero che le sta vicino.